# Diga di Altınapa
La diga di Altınapa è una diga della Turchia. Si trova nella provincia di Konya. Il fiume Meram (Meram Çayı), tagliato da questa diga, si perde nei pressi della città di Konya.